# Soyouz 12
Soyouz 12 est un vol du programme spatial de l'Union soviétique lancé le 27 septembre 1973 dans le cadre du programme Soyouz.

## Équipage
Les nombres entre parenthèses indiquent le nombre de vols spatiaux effectués par chaque individu jusqu'à cette mission incluse.
| Équipage principal                  | Équipage doublure                       |
| ----------------------------------- | --------------------------------------- |
| Vasili Lazarev (1) Oleg Makarov (1) | Alekseï Goubarev (0) Georgy Grechko (0) |

## Contexte
Après l'accident de Soyouz 11, qui a coûté la mort à ses trois passagers en juin 1971, les vols ont été interrompus et des transformations ont été décidées, en premier lieu sur le vaisseau dont la capacité passe de trois à deux places, avec l'élimination d'un siège de pilotage. Le 26 juin 1972, soit exactement un an après la tragédie, un modèle inhabité de la nouvelle version du Soyouz effectue un vol de six jours sous le nom Cosmos-492.

Diagramme de Saliout 2.

Par la suite, trois nouvelles stations spatiales Saliout sont lancées mais, à chaque fois, des dysfonctionnements conduisent à l'échec :
* le 29 juillet 1972, l'engin s'écrase au sol, à la suite d'une panne du second étage de la fusée porteuse ;
* le 3 avril 1973, Saliout 2 réussit son décollage mais doit être abandonnée 26 jours plus tard, à la suite d'une déshermétisation de l'habitacle ;
* le 11 mai 1973 (soit trois jours avant le décollage de la station Skylab américaine), un nouvel exemplaire (répertorié sous le nom de Cosmos-557) atteint presque son orbite mais il devient rapidement inutilisable car un capteur ionique en panne a consommé toutes les réserves d'ergols du système d'orientation.   

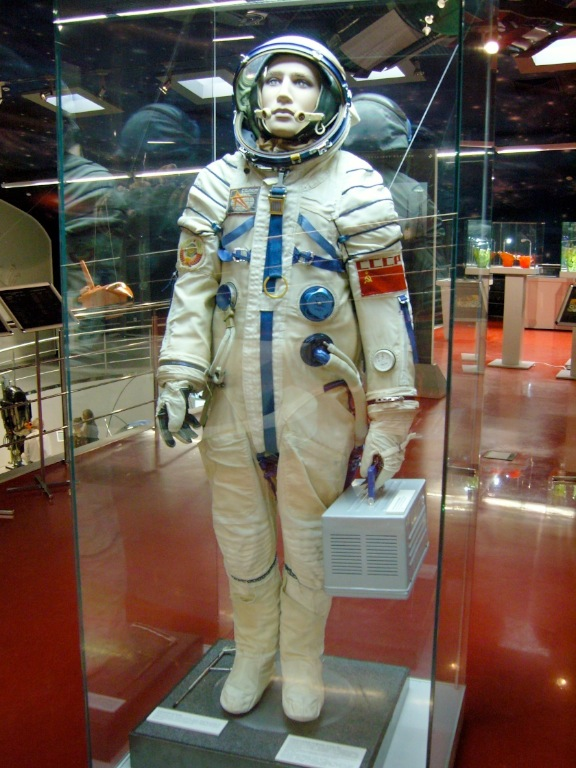
Une combinaison Sokol-K exposée au Musée mémorial de l'astronautique à Moscou.

C'est donc sur leur seul petit vaisseau, et non à bord d'une station Saliout, que les occupants de Soyouz 12 devront effectuer leur vol. Mais auparavant, un nouveau vol de qualification du Soyouz est nécessaire. Le 15 juin 1973, un vaisseau est lancé inhabité sous le nom Cosmos-573. Afin de satisfaire les nouvelles exigences, les ingénieurs ont dû sacrifier un certain nombre de capacités de l'ancien modèle. C'est ainsi que, dépourvu de panneaux solaires, celui-ci ne peut demeurer que trois jours en orbite. En cas d'échec de rendez-vous avec la station, l'équipage serait contraint de revenir sur Terre ; chose qui se produira du reste par la suite. En revanche, une fois amarrés à la station, les cosmonautes pourraient recharger leur batterie en s'aidant des panneaux solaires dont sont équipées les stations Saliout.
La tragédie de Soyouz n'a pas seulement incité les techniciens à améliorer le Soyouz : de nouvelles mesures de sécurité ont également été prises concernant les équipages, principalement la réduction du nombre de cosmonautes de trois à deux, de sorte qu'ils puissent porter des combinaisons pressurisées. La combinaison Sokol fait ici son apparition, qui est encore utilisée aujourd'hui par tous les utilisateurs de Soyouz. Le premier modèle, celui qui sera utilisé de Soyouz 12 (1973) à Soyouz 40 (1980) est le Sokol-K.
Toutes ces améliorations sont rendues d'autant plus nécessaires que, le 24 mai 1972, un accord a été signé entre les Soviétiques et les Américains portant sur la réalisation d'un vol commun, à mener en 1975. Dans cette perspective, les ingénieurs russes entendent se montrer irréprochables en matière de sécurité des équipages.

## Déroulement
Le 27 septembre 1973, Soyouz 12 est sur son pas de tir, prêt à décoller. Deux ans et trois mois se sont écoulés depuis l'accident de Soyouz 11 sans que des cosmonautes ne reprennent le chemin de l'espace : c'est plus qu'après le drame de Soyouz 1. 
Alors que les équipages du vol Apollo-Soyouz (prévu pour 1975) ont déjà été désignés, les Soviétiques n'ont pas droit à l'erreur, d'autant que les objectifs du vol sont très modestes.
À peine mis sur orbite, Lazarev et Makarov réalisent un rendez-vous virtuel avec une station qui ne serait plus sur une orbite de 250/260 km, comme c'était le cas avec Saliout 1, mais une orbite circulaire de 350km, où évolueront les futures stations Saliout.
En outre, ils utilisent la caméra multispectrale LKSA pour des expériences de télédétection.
Au terme d'un vol qui n'aura duré qu'un peu moins de deux jours, l'équipage rentre sur Terre sans encombre.

## Paramètres de la mission
- Périgée : 306 km
- Apogée : 348 km
- Période : 91.0 minutes